# ممشقة قاسية الأوبار
ممشقة قاسية الأوبار (الاسم العلمي: Dipsacus strigosus) هو نوع من النباتات يتبع جنس الممشقة من الفصيلة المعزية الورق.